# Saison 2021-2022 de la PSA
Le PSA World Tour 2021-2022 est le circuit professionnel de tournois de squash organisé par l'association professionnelle de squash (PSA) pour la saison 2021-2022 qui se tient du 1er septembre 2021 au 31 août 2022. Les tournois les plus importants du circuit sont les championnats du monde masculin et féminin. Le circuit est constitué de trois catégories World Series, avec les plus importantes dotations en argent et en points, International and Challenger. En fin d'année, le circuit PSA World Series se conclut par le World Series Finals et le tournoi final PSA World Series à Dubaï, la fin de la saison world series pour les 8 meilleurs joueurs et joueuses au classement.
Le PSA World Tour (anciennement PSA World Series) comprend les tournois les plus importants en prix en argent (50 000 $ - 1 000 000 000 $) pour les joueurs plus expérimentés et mieux classés, y compris les championnats du monde PSA et les finales du PSA World Tour, étiquetés comme suit :
- PSA World Tour Platinum - tirages 48 joueurs - 180 500 $.
- PSA World Tour Gold - tirages au sort 24 joueurs - 100 000 $.
- PSA World Tour Argent - 24 joueurs - tirages au sort - 73 500 $.
- PSA World Tour Bronze - tirages au sort pour 24 joueurs - 51 250 $.

Les tournois du PSA Challenger Tour offrent un circuit de 5 500 $ à 30 000 $, un circuit idéal pour les joueurs moins expérimentés et les joueurs à venir, qui comprend les niveaux suivants :
- Tournée du PSA Challenger 30 - 30 000 $
- PSA Challenger Tour 20 - 20 000 $
- Tournée du PSA Challenger 10 - 12 000 $.
- PSA Challenger Tour 5 - 6 000 $.

De plus, PSA met en œuvre certains changements de règles comme la suppression des tours de qualification, 7 wildcards du Championnat du monde PSA sont attribués chaque année aux sept meilleurs joueurs du classement du PSA Challenger Tour. Enfin, PSA et WSF gèrent conjointement PSA Satellite Tour, un circuit pour les joueurs amateurs ou juniors qui visent à devenir des joueurs professionnels.

## Calendrier 2021-2022

### Légendes
| Championnats du monde |
| PSA Platinum          |
| PSA Gold              |
| PSA Silver            |
| PSA Bronze            |

### 2021

#### Septembre
| Tournoi | Date                   | Champion                                             | Finaliste           | Demi-finalistes                  | Quart de finalistes                                         |
| --- | ---------------------- | ---------------------------------------------------- | ------------------- | -------------------------------- | ----------------------------------------------------------- |
| Open d'Égypte Le Caire, Égypte Homme : PSA Platinum 270 000 $ - tableau Femme : PSA Platinum 270 000 $ - tableau    | 10 - 17 septembre 2021 | Ali Farag 6-11, 9-11, 11-2, 11-6, 11-5 (73 min)      | Mohamed El Shorbagy | Tarek Momen Paul Coll            | Eain Yow Ng Zahed Salem Marwan El Shorbagy Mazen Hesham     |
| Open d'Égypte Le Caire, Égypte Homme : PSA Platinum 270 000 $ - tableau Femme : PSA Platinum 270 000 $ - tableau    | 10 - 17 septembre 2021 | Nouran Gohar 11-7, 11-4, 5-11, 7-11, 12-10 (64 min), | Nour El Sherbini    | Camille Serme Amanda Sobhy       | Farida Mohamed Rowan Elaraby Salma Hany Hania El Hammamy    |
| Netsuite Open San Francisco, États-Unis Homme : PSA Gold 121 000 $ - tableau Femme : PSA Silver 121 000 $ - tableau | 23 - 27 septembre 2021 | Ali Farag 9-11, 12-10, 11-8, 11-8 (70 min)           | Paul Coll           | Mohamed El Shorbagy Mostafa Asal | Karim Abdel Gawad Marwan El Shorbagy Tarek Momen Joel Makin |
| Netsuite Open San Francisco, États-Unis Homme : PSA Gold 121 000 $ - tableau Femme : PSA Silver 121 000 $ - tableau | 23 - 27 septembre 2021 | Amanda Sobhy 11-7, 11-8, 11-4 (32 min)               | Salma Hany          | Joelle King Sarah-Jane Perry     | Nouran Gohar Hania El Hammamy Joshna Chinappa Tesni Evans   |

#### Octobre
| Tournoi | Date               | Champion                                            | Finaliste        | Demi-finalistes                  | Quart de finalistes                                        |
| --- | ------------------ | --------------------------------------------------- | ---------------- | -------------------------------- | ---------------------------------------------------------- |
| US Open Philadelphie, États-Unis Homme : PSA Platinum 150 000 $ - tableau Femme : PSA Platinum 150 000 $ - tableau | 1er-6 octobre 2021 | Mostafa Asal 5-11, 5-11, 11-9, 12-10, 11-3 (91 min) | Tarek Momen      | Joel Makin Diego Elías           | Ali Farag James Willstrop Paul Coll Mohamed El Shorbagy    |
| US Open Philadelphie, États-Unis Homme : PSA Platinum 150 000 $ - tableau Femme : PSA Platinum 150 000 $ - tableau | 1er-6 octobre 2021 | Nouran Gohar 9-11, 11-9, 11-7, 11-3 (74 min)        | Hania El Hammamy | Nour El Sherbini Olivia Fiechter | Mélissa Alves Joelle King Nele Gilis Sarah-Jane Perry      |
| Qatar Classic Doha, Qatar Homme : PSA Platinum 187 750 $ - tableau                                                 | 17-23 octobre 2021 | Diego Elías 13-11, 5-11, 13-11, 11-9 (83 min)       | Paul Coll        | Joel Makin Mostafa Asal          | Mazen Hesham Raphael Kandra Tarek Momen Mohamed Abouelghar |
| DAC Pro Squash Classic Detroit, États-Unis Femme : PSA Bronze 61 000 $ - tableau                                   | 19-23 octobre 2021 | Nouran Gohar 11-8, 11-6, 11-1 (28 min)              | Georgina Kennedy | Olivia Clyne Tinne Gilis         | Nele Gilis Tesni Evans Sivasangari Subramaniam Joelle King |

#### Novembre
| Tournoi | Date                | Champion                                   | Finaliste              | Demi-finalistes                     | Quart de finalistes                                         |
| --- | ------------------- | ------------------------------------------ | ---------------------- | ----------------------------------- | ----------------------------------------------------------- |
| Canary Wharf Squash Classic Londres, Angleterre Homme : PSA Gold 100 000 $ - tableau                                | 14-19 novembre      | Paul Coll 7–11, 13–11, 11–5, 11–6 (69 min) | Ali Farag              | Tarek Momen Diego Elías             | Miguel A. Rodríguez Mostafa Asal Grégoire Marche Joel Makin |
| Open de Malaisie Kuala Lumpur, Malaisie Homme : PSA Bronze 50 000 $ - tableau Femme : PSA Bronze 50 000 $ - tableau | 23-27 novembre 2021 | Saurav Ghosal 11-7, 11-8, 13-11 (55 min)   | Miguel Ángel Rodríguez | Eain Yow Ng Victor Crouin           | Shahjahan Khan Nicolas Müller Yip Tsz Fung Lucas Serme      |
| Open de Malaisie Kuala Lumpur, Malaisie Homme : PSA Bronze 50 000 $ - tableau Femme : PSA Bronze 50 000 $ - tableau | 23-27 novembre 2021 | Aifa Azman 12-10, 11-8, 11-4 (30 min)      | Salma Hany             | Hollie Naughton Danielle Letourneau | Rachel Arnold Ho Tze-Lok Hana Ramadan Nadine Shahin         |

#### Décembre
| Tournoi | Date                | Champion                                         | Finaliste        | Demi-finalistes                 | Quart de finalistes                                      |
| --- | ------------------- | ------------------------------------------------ | ---------------- | ------------------------------- | -------------------------------------------------------- |
| Black Ball Squash Open Le Caire, Égypte Homme : PSA Gold 112 500 $ - tableau Femme : PSA Gold 112 500 $ - tableau | 16-20 décembre 2021 | Paul Coll 11-7, 11-5, 13-11 (62 min)             | Ali Farag        | Mostafa Asal Marwan El Shorbagy | Grégoire Marche Karim Abdel Gawad Tarek Momen Joel Makin |
| Black Ball Squash Open Le Caire, Égypte Homme : PSA Gold 112 500 $ - tableau Femme : PSA Gold 112 500 $ - tableau | 12-16 décembre 2021 | Nour El Sherbini 11-7, 9-11, 11-1, 11-7 (48 min) | Hania El Hammamy | Georgina Kennedy Nouran Gohar   | Nour El Tayeb Farida Mohamed Rowan Elaraby Salma Hany    |

### 2022

#### Janvier
| Tournoi                                                                             | Date            | Champion                                         | Finaliste        | Demi-finalistes              | Quart de finalistes                                                |
| ----------------------------------------------------------------------------------- | --------------- | ------------------------------------------------ | ---------------- | ---------------------------- | ------------------------------------------------------------------ |
| Houston Open Houston, États-Unis Hommes : PSA Gold 110 000 $ - tableau              | 4 - 9 janvier   | Ali Farag 11–6, 8-11, 11-7, 11-3 (50 min)        | Mazen Hesham     | Mostafa Asal Grégoire Marche | Youssef Soliman Miguel A. Rodríguez Marwan El Shorbagy Nathan Lake |
| Motor City Open Bloomfield Hills, États-Unis Hommes : PSA Silver 80 000 $ - tableau | 26 - 30 janvier | Diego Elías 11-5, 11-8, 11-9 (45 min)            | Fares Dessouky   | Paul Coll Tarek Momen        | Eain Yow Ng Karim Abdel Gawad Marwan El Shorbagy Mazen Hesham      |
| Cleveland Classic Cleveland, États-Unis Femmes : PSA Bronze 51 250 $ - tableau      | 27 - 31 janvier | Georgina Kennedy 11-7, 6-11, 11-2, 11-6 (40 min) | Sarah-Jane Perry | Joshna Chinappa Tinne Gilis  | Mariam Metwally Olivia Fiechter Olivia Clyne Sabrina Sobhy         |

#### Février
| Tournoi | Date              | Champion                                           | Finaliste        | Demi-finalistes                          | Quart de finalistes                                          |
| --- | ----------------- | -------------------------------------------------- | ---------------- | ---------------------------------------- | ------------------------------------------------------------ |
| Cincinnati Gaynor Cup Cincinnati, États-Unis Femmes : PSA Bronze 51 250 $ - tableau                                     | 2 - 6 février     | Nouran Gohar 11-6, 11-3, 11-8 (36 min)             | Olivia Fiechter  | Sivasangari Subramaniam Georgina Kennedy | Sabrina Sobhy Tinne Gilis Nele Gilis Olivia Clyne            |
| Squash on Fire Open Washington, États-Unis Homme : PSA Bronze 50 000 $ - tableau Femme : PSA Bronze 50 000 $ - tableau  | 16 - 20 février   | Mohamed El Shorbagy 11–5, 11–9, 11–8 (69 min)      | Joel Makin       | Youssef Soliman Iker Pajares Bernabeu    | Greg Lobban James Willstrop Omar Mosaad César Salazar        |
| Squash on Fire Open Washington, États-Unis Homme : PSA Bronze 50 000 $ - tableau Femme : PSA Bronze 50 000 $ - tableau  | 16 - 20 février   | Nour El Sherbini 6–11, 11–8, 16–14, 13–11 (55 min) | Joelle King      | Nour El Tayeb Sabrina Sobhy              | Sivasangari Subramaniam Rachel Arnold Lucy Turmel Nele Gilis |
| Windy City Open Chicago, États-Unis Hommes : PSA Platinum 250 000 $ - tableau Femmes : PSA Platinum 250 000 $ - tableau | 23 février-2 mars | Paul Coll 7-11, 10-12, 11-4, 11-7, 11-9 (96 min)   | Youssef Ibrahim  | Tarek Momen Marwan El Shorbagy           | Fares Dessouky Ali Farag Joel Makin Iker Pajares Bernabeu    |
| Windy City Open Chicago, États-Unis Hommes : PSA Platinum 250 000 $ - tableau Femmes : PSA Platinum 250 000 $ - tableau | 23 février-2 mars | Nouran Gohar 15-13, 11-9, 11-8 (62 min)            | Hania El Hammamy | Nour El Sherbini Joelle King             | Amanda Sobhy Salma Hany Georgina Kennedy Rowan Elaraby       |

#### Mars
| Tournoi | Date              | Champion                                         | Finaliste        | Demi-finalistes                    | Quart de finalistes                                           |
| --- | ----------------- | ------------------------------------------------ | ---------------- | ---------------------------------- | ------------------------------------------------------------- |
| Optasia Championships Londres, Angleterre Homme : PSA Gold 109 000 $ - tableau                                  | 6-11 mars         | Ali Farag 4–11, 11–8, 11–8, 13–11 (53 min)       | Diego Elías      | Nicolas Müller Mohamed El Shorbagy | Mazen Hesham Marwan El Shorbagy Joel Makin Karim Abdel Gawad  |
| Black Ball Squash Open Le Caire, Égypte Femme : PSA Platinum 180 000 $ - tableau                                | 12-17 mars        | Nouran Gohar 17–15, 11–8, 2–0, rtd (33 min)      | Nour El Sherbini | Joelle King Rowan Elaraby          | Nour El Tayeb Sarah-Jane Perry Amanda Sobhy Georgina Kennedy  |
| Canary Wharf Squash Classic Londres, Angleterre Homme : PSA Gold 110 000 $ - tableau                            | 13-18 mars        | Fares Dessouky 11–5, 13–11, 12–10 (55 min)       | Mostafa Asal     | Diego Elías Mazen Hesham           | Joel Makin Nicolas Müller Tarek Momen Victor Crouin           |
| Karachi Open Squash Championships Karachi, Pakistan Hommes : PSA Bronze 52 500 $ - tableau                      | 15 - 19 mars      | Karim Abdel Gawad 11–5, 11–9, 11–6 (50 min)      | Youssef Soliman  | Leonel Cárdenas Omar Mosaad        | Karim El Hammamy Henry Leung Shahjahan Khan Lau Tsz-Kwan      |
| British Open Hull, Angleterre Homme : PSA Platinum 180 000 $ - tableau Femme : PSA Platinum 180 000 $ - tableau | 28 mars - 3 avril | Paul Coll 12–10, 11–6, 11–4 (50 min)             | Ali Farag        | Mazen Hesham Mostafa Asal          | Nicolas Müller Tarek Momen Diego Elías Miguel Ángel Rodríguez |
| British Open Hull, Angleterre Homme : PSA Platinum 180 000 $ - tableau Femme : PSA Platinum 180 000 $ - tableau | 28 mars - 3 avril | Hania El Hammamy 11–9, 11–7, 8–11, 11–4 (76 min) | Nouran Gohar     | Joelle King Amanda Sobhy           | Nour El Tayeb Sarah-Jane Perry Olivia Fiechter Tinne Gilis    |

#### Avril
| Tournoi | Date               | Champion                             | Finaliste               | Demi-finalistes                  | Quart de finalistes                                          |
| --- | ------------------ | ------------------------------------ | ----------------------- | -------------------------------- | ------------------------------------------------------------ |
| Open de Manchester Manchester, Angleterre Homme : PSA Silver 85 000 $ - tableau Femme : PSA Silver 85 000 $ - tableau | 13 - 18 avril 2022 | Joel Makin 11–7, 5–11, 13–11, 11–4   | Mohamed El Shorbagy     | Karim Abdel Gawad Patrick Rooney | Eain Yow Ng Mathieu Castagnet Raphael Kandra Youssef Soliman |
| Open de Manchester Manchester, Angleterre Homme : PSA Silver 85 000 $ - tableau Femme : PSA Silver 85 000 $ - tableau | 13 - 18 avril 2022 | Joelle King 11–8, 11–9, 11–8         | Sarah-Jane Perry        | Nele Gilis Tesni Evans           | Jasmine Hutton Georgina Kennedy Emily Whitlock Aifa Azman    |
| Carol Weymuller Open Brooklyn, États-Unis Femmes : PSA Bronze 51 250 $ - tableau                                      | 20 - 24 avril      | Rowan Elaraby 11–7, 6–11, 11–9, 11–6 | Sivasangari Subramaniam | Farida Mohamed Nadine Shahin     | Sabrina Sobhy Donna Lobban Olivia Clyne Hollie Naughton      |

#### Mai
| Tournoi | Date          | Champion                                               | Finaliste           | Demi-finalistes                | Quart de finalistes                                                  |
| --- | ------------- | ------------------------------------------------------ | ------------------- | ------------------------------ | -------------------------------------------------------------------- |
| Tournament of Champions New York, États-Unis Homme : PSA Gold 115 000 $ - tableau Femme : PSA Gold 115 000 $ - tableau    | 1-7 mai       | Ali Farag 16–14, 9–11, 11–9, 11–5                      | Diego Elías         | Saurav Ghosal Mazen Hesham     | Youssef Ibrahim Victor Crouin Grégoire Marche Miguel Ángel Rodríguez |
| Tournament of Champions New York, États-Unis Homme : PSA Gold 115 000 $ - tableau Femme : PSA Gold 115 000 $ - tableau    | 1-7 mai       | Nouran Gohar 11–7, 11–7, 11–3                          | Amanda Sobhy        | Salma Hany Olivia Fiechter     | Rowan Elaraby Nada Abbas Hollie Naughton Olivia Clyne                |
| Championnat du monde Le Caire, Égypte Homme : World Series 550 000 $ - tableau Femme : World Series 550 000 $ - tableau   | 13 - 22 mai   | Ali Farag 9–11, 11–8, 7–11, 11–9, 11–2                 | Mohamed El Shorbagy | Mostafa Asal Paul Coll         | Tarek Momen Diego Elías Fares Dessouky Marwan El Shorbagy            |
| Championnat du monde Le Caire, Égypte Homme : World Series 550 000 $ - tableau Femme : World Series 550 000 $ - tableau   | 13 - 22 mai   | Nour El Sherbini 7–11, 11–7, 11–8, 11–7                | Nouran Gohar        | Amanda Sobhy Nour El Tayeb     | Sarah-Jane Perry Hania El Hammamy Nada Abbas Rowan Elaraby           |
| El Gouna International El Gouna, Égypte Homme : PSA Platinum 180 000 $ - tableau Femme : PSA Platinum 180 000 $ - tableau | 27 mai-3 juin | Mostafa Asal 11–8, 11–9, 11–5 (70 min)                 | Paul Coll           | Mohamed El Shorbagy Ali Farag  | Diego Elías Marwan El Shorbagy Fares Dessouky Tarek Momen            |
| El Gouna International El Gouna, Égypte Homme : PSA Platinum 180 000 $ - tableau Femme : PSA Platinum 180 000 $ - tableau | 27 mai-3 juin | Hania El Hammamy 11–2, 11–4, 8–11, 9–11, 4–11 (90 min) | Nouran Gohar        | Nour El Sherbini Nour El Tayeb | Joelle King Sarah-Jane Perry Sivasangari Subramaniam Tinne Gilis     |

#### Juin
| Tournoi | Date       | Champion                          | Finaliste           | Demi-finalistes               | Quart de finalistes                                       |
| --- | ---------- | --------------------------------- | ------------------- | ----------------------------- | --------------------------------------------------------- |
| Necker Mauritius Open Grand Baie Maurice Homme : PSA Gold 110 000 $ - tableau                                                                  | 7-11 juin  | Diego Elías 11–2, 11–9, 11–8      | Mohamed El Shorbagy | Tarek Momen Paul Coll         | Grégoire Marche Baptiste Masotti Omar Mosaad Mazen Hesham |
| World Series Finals 2021-2022 Le Caire, Égypte Homme : World Series Finals 185 000 $ - tableau Femme : World Series Finals 185 000 $ - tableau | 21-26 juin | Mostafa Asal 13–11, 11–8, 11–7    | Paul Coll           | Mohamed El Shorbagy Ali Farag |                                                           |
| World Series Finals 2021-2022 Le Caire, Égypte Homme : World Series Finals 185 000 $ - tableau Femme : World Series Finals 185 000 $ - tableau | 21-26 juin | Nour El Sherbini 11–6, 11–8, 11–5 | Nouran Gohar        | Hania El Hammamy Amanda Sobhy |                                                           |

## Classements 2021
| Classement mondial masculin 2021 | Classement mondial féminin 2021 |

## Classements
| Rang | Joueur                 | Pays             |
| 1    | Ali Farag              | Égypte           |
| 2    | Mostafa Asal           | Égypte           |
| 3    | Diego Elías            | Pérou            |
| 4    | Paul Coll              | Nouvelle-Zélande |
| 5    | Mazen Hesham           | Égypte           |
| 6    | Karim Abdel Gawad      | Égypte           |
| 7    | Joel Makin             | Pays de Galles   |
| 8    | Tarek Momen            | Égypte           |
| 9    | Mohamed El Shorbagy    | Angleterre       |
| 10   | Marwan El Shorbagy     | Angleterre       |
| 11   | Youssef Soliman        | Égypte           |
| 12   | Victor Crouin          | France           |
| 13   | Aly Abou Eleinen       | Égypte           |
| 14   | Fares Dessouky         | Égypte           |
| 15   | Eain Yow Ng            | Malaisie         |
| 16   | Youssef Ibrahim        | Égypte           |
| 17   | Miguel Ángel Rodríguez | Colombie         |
| 18   | Leonel Cárdenas        | Mexique          |
| 19   | Dimitri Steinmann      | Suisse           |
| 20   | Greg Lobban            | Écosse           |

| Rang | Joueuse                 | Pays       |
| 1    | Nour El Sherbini        | Égypte     |
| 2    | Nouran Gohar            | Égypte     |
| 3    | Hania El Hammamy        | Égypte     |
| 4    | Olivia Weaver           | États-Unis |
| 5    | Nele Coll               | Belgique   |
| 6    | Tinne Gilis             | Belgique   |
| 7    | Georgina Kennedy        | Angleterre |
| 8    | Rowan Elaraby           | Égypte     |
| 9    | Sivasangari Subramaniam | Malaisie   |
| 10   | Amina Orfi              | Égypte     |
| 11   | Satomi Watanabe         | Japon      |
| 12   | Salma Hany              | Égypte     |
| 13   | Fayrouz Aboelkheir      | Égypte     |
| 14   | Nada Abbas              | Égypte     |
| 15   | Farida Mohamed          | Égypte     |
| 16   | Sarah-Jane Perry        | Angleterre |
| 17   | Sabrina Sobhy           | États-Unis |
| 18   | Sana Ibrahim            | Égypte     |
| 19   | Jasmine Hutton          | Angleterre |
| 20   | Amanda Sobhy            | États-Unis |

## Retraites
Ci-dessous, la liste des joueurs et joueuses notables (gagnants un titre majeur ou ayant fait partie du top 30 pendant au moins un mois) ayant annoncé leur retraite du squash professionnel, devenus inactifs ou ayant été bannis durant la saison 2021-2022:
- Grégory Gaultier, né le 23 décembre 1982 à Épinal, rejoint le circuit pro en 1999, atteignant la 1re place mondiale pendant 20 mois et champion du mode en 2015. Il a remporté de nombreux titre majeurs dont trois fois le British Open et trois fois l'US Open. Il se retire du circuit professionnel en octobre 2021[25],[26].
- Alison Waters, née le 19 mars 1984 à Londres, rejoint le circuit pro en 1999 devenant no 1 mondial en octobre 2010. Elle est championne britannique à quatre reprises, 11 fois championne d'Europe par équipes et deux championne du monde par équipes. Elle est finaliste de l'US Open 2009. Elle se retire du circuit professionnel en décembre 2021[27].
- Tom Richards, né le 10 juillet 1986 à Guildford, rejoint le circuit pro en 2005, atteignant la 12e place mondiale en septembre 2012. Il se retire du circuit professionnel en juin 2022[28].
- Coline Aumard, née le 13 juin 1989 à Villeneuve-Saint-Georges, rejoint le circuit en 2007, atteignant la 20e place mondiale en juillet 2020. Elle est championne de France en 2017, finaliste des championnats d'Europe en 2018 et 2019 et championne d'Europe par équipes en 2019. Elle se retire du circuit professionnel en juin 2022[29].
- Milou van der Heijden, née le 18 décembre 1990 à Veldhoven rejoint le circuit pro en 2007. Elle atteint en mars 2019 la 29e place mondiale. Elle est championne des Pays-Bas à six reprises. Elle annonce sa retraite du circuit en juin 2022 après une carrière longue de 15 années[30],[31].
- Camille Serme, née le 4 avril 1989 à Créteil, rejoint le circuit pro en 2005. Elle est douze fois championne de France, six fois championne d'Europe individuelle. Elle est la première Française à remporter le British Open[32], à remporter l'US Open[33] et à remporter le Tournament of Champions[34], ce qui lui permet d'atteindre la seconde place au classement mondial en février 2017[35],[36]. Elle remporte à nouveau le tournoi des champions en janvier 2020. Elle annonce sa retraite en juin 2022.
- Habiba Mohamed, née le 29 mai 1999 à Alexandrie, rejoint le circuit pro en 2007 atteignant, en juin 2015, la 18e place mondiale sur le circuit international. Elle est championne du monde junior en 2014. Elle se retire en juin 2022 à seulement 23 ans [37].
- Liu Tsz-Ling, née le 10 septembre 1991 à Hong Kong, rejoint le circuit pro en 2009 atteignant, en janvier 2017, la 23e place mondiale sur le circuit international. Elle se retire en août 2022[38].
- Max Lee, né le 9 janvier 1988 à Hong Kong, rejoint le circuit pro en 2007 atteignant en décembre 2015 la 12e place mondiale sur le circuit international. Il est champion d'Asie en 2017. Il se retire en août 2022[39].
- Daryl Selby, né le 3 novembre 1982 à Harlow (Royaume-Uni) , rejoint le circuit pro en 2004 atteignant en avril 2010 la neuvième place mondiale sur le circuit international. Il est champion du monde par équipes en 2013 et  Championnats britanniques en 2011. Il se retire en août 2022[40].